# Mikrodata
Mikrodata betegner typisk registerdata ned på individniveau, dvs. med information om enkeltenheder. Det betyder, at indholdet af databaser med datarækker for hver enkelt person, virksomhed eller andre enheder, der optræder i databasen, betegnes mikrodata.
Offentlige myndigheder registrerer ofte data om borgere, virksomheder og jordstykker, og der kan i nogle tilfælde gives adgang til dette som mikrodata. I Danmark er der fri adgang til bearbejdede datasæt på baggrund af registrene hos Danmarks Statistiks Statistikbank, mens der i særlige tilfælde kan gives adgang til de bagvedliggende mikrodata til forskningsbrug, til offentlige myndigheder og virksomheder med særlig ansvar.